# Photo-Ride
El photo-ride, también conocido como servicio fotográfico o foto en atracciones, es un servicio que ofrecen los parques de atracciones.

## Concepto
El concepto consiste en hacer una fotografía de forma automática en un punto de la atracción, normalmente de gran impacto. El cliente, al salir de la atracción, puede visulaizar la foto, y si lo desea, comprarla en distintos formatos.

## Funcionamiento
La pista de la atracción está dotada de un sensor enlazado a una cámara digital, que en correcta sincronización, hace una fotografía de forma automática en cada uno de los asientos designados. Al salir de la atracción, el visitante encuentra una tienda con diversos monitores de TFT que exhiben la foto junto a un número de referencia. El cliente que desee comprar la foto debe especificar el número de foto. En función del parque, se pueden comprar fotografías, llaveros, camisetas y otros recuerdos.

## Photo-Ride en España
Las siguientes atracciones de parques españoles disponen de servicio Photo Ride: 

### Isla Mágica
- Anaconda
- Capitán Balas
- El Jaguar
- Iguazú
- Rápidos del Orinoco

### Parque Warner Madrid
- Coaster Express
- Correcaminos Bip, Bip
- La Aventura de Scooby-Doo
- Rápidos de Acme
- Río Bravo
- Tom & Jerry
- Superman:La Atracción de Acero

### PortAventura Park
- Dragon Khan
- Furius Baco
- Grand Canyon Rapids
- Hurakan Condor
- Silver River Flume
- Stampida
- Tami-Tami
- Tomahawk
- Tutuki Splash
- Shambhala
- El diablo- tren de la mina
- Angkor

### Terra Mítica
- Cataratas del Nilo
- Furia de Tritón
- Magnus Colossus
- Rápidos de Argos
- Titánide

### Tibidabo
- Mina d'or
- Muntanya Russa

- Datos: Q7090842